# 泰北小头蛇
泰北小头蛇（学名：Oligodon joynsoni）也称黑网小头蛇，一种分布于泰国北部、老挝及中国云南省南部的爬行动物，隶属于游蛇科小头蛇属。

## 形态特征
泰北小头蛇头部、体背及尾部大部分均为棕色；头部友谊镶黑边的深棕色条纹，横跨头部前端，向下值眼睛下方唇部上方；身体具有黑色网纹，形成模糊的交叉条纹。

## 保护
本种于2023年被收录入《有重要生态、科学、社会价值的陆生野生动物名录》。